# Walton (Kansas)
Walton è un comune degli Stati Uniti d'America, situato nello Stato del Kansas, nella Contea di Harvey.